# Trypanosoma aligaricus
Trypanosoma aligaricus – kinetoplastyd z rodziny świdrowców należący do królestwa protista.
Pasożytuje w osoczu krwi ryb Channa punctatus należących do rodzaju Channa z rodziny ryb żmijogłowowatych. Posiada jedną wić.
Występuje na terenie Azji.